# Moritz Anton (Kameramann)
Moritz Anton (* 14. Juni 1972) ist ein deutscher Kameramann.

## Leben
Anton wurde in Hamburg als Sohn eines Malers und Bildhauers und einer Schauspielerin geboren. Nach dem Abitur absolvierte er seinen Zivildienst in der Film- und Fotoabteilung der Uniklinik Lübeck.
Er arbeitete nach dem Abitur als Kameraassistent und absolvierte von 2008 bis 2010 den Master-Studiengang Kamera an der Hamburg Media School. Ab 2013 arbeitete Anton für eine Vielzahl TV-Produktionen, darunter die Serien Der letzte Bulle, Reiff für die Insel, Neben der Spur und Nord Nord Mord. 2019 gab er mit Bora Dagtekins Komödie Das perfekte Geheimnis sein Kinodebüt als erster Kameramann.
Anton ist Mitglied im Berufsverband Kinematografie (BVK).

## Filmografie (Auswahl)
- 2011: Guck woanders hin (Kurzfilm)
- 2013: Der Teufel mit den drei goldenen Haaren
- 2014: Göttliche Funken
- 2014: Der Kuckuck und der Esel
- 2015: Reiff für die Insel – Katharina und der große Schatz
- 2016: Neben der Spur – Amnesie
- 2017: Unter anderen Umständen: Liebesrausch
- 2017: Neben der Spur – Dein Wille geschehe
- 2018: Solo für Weiss – Für immer Schweigen
- 2018: Ella Schön: Die Inselbegabung
- 2018: Ella Schön: Das Ding mit der Liebe
- 2019: Tatort: Weiter, immer weiter
- 2019: Das perfekte Geheimnis
- 2019: Hotel Heidelberg: … Wer sich ewig bindet
- 2019: So einfach stirbt man nicht
- 2020: Tatort: Gefangen
- 2021: Tatort: Der feine Geist
- 2021: Requiem für einen Freund
- 2022: Liebesdings
- 2023: Das fliegende Klassenzimmer
- 2024: Tatort: Am Tag der wandernden Seelen
- 2025: Polizeiruf 110: Widerfahrnis